# Pamlico
Pamlico, pleme američkih Indijanaca porodice Algonquian s istoimene rijeke u današnjoj Sjevernoj Karolini. Swanton smatra da su oni isto pleme koje Raleighovi kolinisti nazivaju imenom Pomouik. Godine 1696. gotovo su ih potpuno uništile boginje, a 1710. njih tek 75 živi u jednom jedinom selu. Kasnije se priključuju Tuscarorama i drugim plemenima u ratu 1711-1713 protiv Engleza. Završetkom rata uništili su ih Englezi, a nekoliko preživjelih ostalo je među Tuscarorama. 
Populacija Pamlica zajedno s Bear River Indijancima iznosila je, prema Mooneyu (1928), 1,000 (1600.). John Lawson je 1701. zabilježio manji rječnik kojim je ustanovljena njihova algonquianska pripadnost.
Pleme Pamlico bilo je poznato i kao Pampticough (Pampticoe) a zemlju koju su nastanjivali zvali su "TaTakua" ili "where the land and sea meet the sky".

## Rječnik
engleski Pampticough hrvatski
- One... Weembot... jedan
- Two...   Neshinnauh... dva
- Three...  Nish-wonner... tri
- Four...   Yau-Ooner... četiri
- Five... Umperren... pet
- Six...  Who-yeoc... šest
- Seven... Top-po-osh... sedam
- Eight...  Nau-haush-shoo... osam
- Nine...  Pach-ic-conk... devet
- Ten...  Cosh... deset
- Blankets... Mattosh... pokrivač
- White... Wop-poshaumosh... bijela boja
- Red...  Mish-cock (ck?)... crvena
- Black ili Blue...  Mow-cottowosh... crna ili plava
- Gunpowder.. Pungue... barut
- Axe... Tomma-hick... sjekira (tomahawk)
- Knife...  Rig-cosq... nož
- Tobacco...  Hooh-pau... duhan
- Hat..  Mottau-quahan...šešir
- Fire....  Tinda... vatra
- Water...  Umpe... voda
- Coat... Taus-won... kaput, ogrtač
- Awl/Needle Moc-cose
- A Hoe   Rosh-shocquon
- Paint Chuwon
- Ronoak Mis-kis-'su... zrnca od školjaka za izradu wampuma (manje vrijednosti); roenoke
- Peak Ronoak
- A Pine-Tree Oonossa... bor
- Englishman Tosh shonte... Englezi
- Indians   Nuppin[2]

## Vanjske poveznice
- Pamlico County: A Brief County History  Arhivirana inačica izvorne stranice od 22. svibnja 2007. (Wayback Machine)